# Dryotriorchis
Dryotriorchis is een geslacht van vogels uit de familie havikachtigen (Accipitridae). Het geslacht telt één soort:
- Dryotriorchis spectabilis – Congolese slangenarend

Deze soort is in 2013 en wederom in 2025 op de IOC World Bird List toegevoegd aan het geslacht Circaetus. In 2022 werd het geslacht (weer) ingesteld op grond van de inzichten uit Mindell et al 2018.